# Chrysomikia
Chrysomikia är ett släkte av tvåvingar. Chrysomikia ingår i familjen parasitflugor.
Kladogram enligt Catalogue of Life:
| Chrysomikia | \| \| Chrysomikia grahami \| \| \| \| \| \| Chrysomikia viridicapitis \| \| \| \| |
|             | \| \| Chrysomikia grahami \| \| \| \| \| \| Chrysomikia viridicapitis \| \| \| \| |
|             | Chrysomikia grahami                                                               |
|             |                                                                                   |
|             | Chrysomikia viridicapitis                                                         |
|             |                                                                                   |